# Creu de la Pelegrina
La Creu de la Pelegrina és una creu de terme situada a la cruïlla de la carretera de Guardiola amb Avinguda de la Pelegrina (BV-2127) de Vilafranca del Penedès (Alt Penedès). Està protegida com a Bé Cultural d'Interès Local.

## Història
Inicialment estava situada prop del portal de la Granada, al final del carrer dels Ferrers. Se'n tenen referències des del segle XV amb diverses denominacions, entre altres la de Santa Magdalena. El nom actual és documentat des del segle XIX i fa referència a la masia de la Pelegrina que hi havia en aquell entorn. Refeta després de la guerra civil, actualment és situada al peu de la carretera que porta a les Cabanyes.

## Descripció
Es tracta d'una creu d'entrada al poble composta per una base circular, esglaó superior, pedestal de secció octogonal decreixent, fust llis també de secció octogonal, un capitell de secció quadrada i la creu. A una banda de la creu hi ha la imatge de Crist amb un relleu floral a cada braç, i a l'altra banda relleus de la cara de la Mare de Déu dels Dolors i tres creus en els braços.